# Société Nationale des Aquarellistes et Pastellistes de Belgique

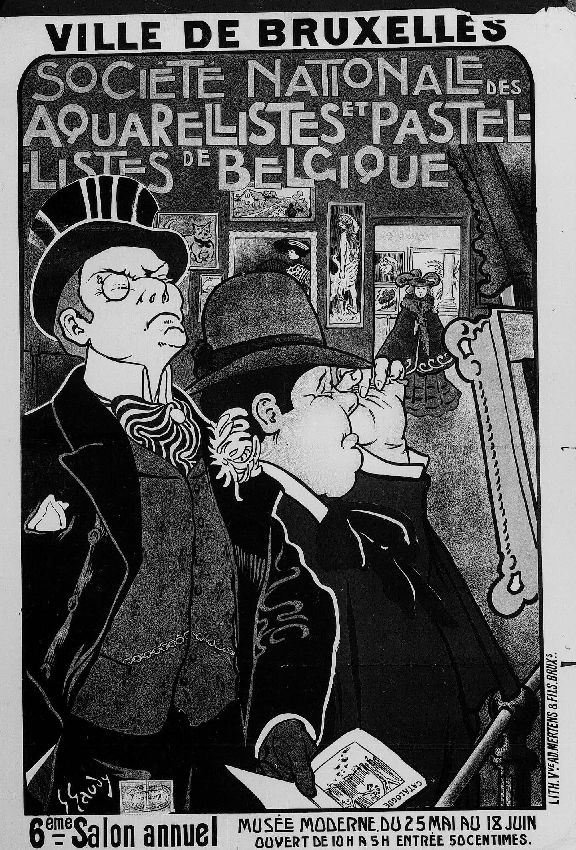
Ausstellungsplakat des sechsten Salons der Société Nationale des Aquarellistes et Pastellistes de Belgique (1905)

Die Société Nationale des Aquarellistes et Pastellistes de Belgique (deutsch Nationale Gesellschaft der Aquarellmaler und Pastellmaler von Belgien) war eine Vereinigung belgischer Kunstschaffender, welche ihren Schwerpunkt auf der Aquarell- und Pastellmalerei hatten. Sie wurde am 22. Dezember 1899 in Brüssel gegründet und existierte mindestens bis zum Sommer 1914.

## Geschichte
In Belgien gab es mit der Société royale belge des aquarellistes bereits seit 1856 eine Künstlervereinigung für Aquarellmaler. Diese war jedoch mit ihrer begrenzten Mitgliederzahl von 20 (später 40) Personen recht exklusiv.
Einige Quellen nennen bereits 1885 bzw. 1894 als Gründungsjahr/Beginn der Ausstellungstätigkeit der Société Nationale des Aquarellistes et Pastellistes de Belgique; doch der Beschluss ihrer Statuten bei der Generalversammlung der Künstlervereinigung am 22. Dezember 1899 macht diesen Tag als Gründungsdatum deutlich plausibler.
Da sie auch jüngeren, noch unbekannten Künstlern sowie (im Gegensatz zur "Société royale") auch Künstlerinnen eine Mitgliedschaft und damit verbunden, die Möglichkeit zum Ausstellen ihrer Kunstwerke ermöglichte, erreichten viele von ihnen einen Bekanntheitsgrad, welcher ihnen ohne die "Société nationale" verwehrt geblieben wäre.
Im Sommer des Jahres 1900 wurde der erste der jährlich stattfindenden Salons der "Société nationale" veranstaltet. Dieser zeigte mit 178 Kunstwerken von 48 Künstlerinnen und Künstlern die ganze Fülle und Vielfalt an Aquarellen und Pastellen der Mitglieder der neugegründeten Künstlervereinigung und wurde von der nationalen, wie internationalen Presse insgesamt gut besprochen.
Besonders für die Künstlerinnen bildete die "Société nationale" einen wichtigen Baustein innerhalb ihres Netzwerks, da viele von ihnen, wie Berthe Art, Louise De Hem oder Alice Ronner auch in anderen Künstlerinnenvereinigungen Mitglied waren (Union des femmes peintres et sculpteurs, Women’s International Art Club) bzw. diese sogar gründeten (Cercle des femmes peintres).

## Verwaltungsausschuss
- Bénoni Lagye (Präsident) (1899–1904)
- Léon Rotthier (Präsident) (1905–1908)[3]
- Léon Allard
- Liévin Herremans
- Charles Celestin Jacquet
- Vital Keuller
- Jef Leempoels
- Guillaume Verheyden (Sekretär und Schatzmeister) (1899–1904)
- Édouard Elle (Schatzmeister) (1905–1908)
- Ernest Lamineur (Sekretär) (1905–1908)
- Albert Maus
- Edmond Modave
- Maurice Romberg de Vaucorbeil
- Victor Wagemaekers[4]

## Organisationskomitee Salon (1905)
- Édouard Elle (Präsident)
- Léon Allard
- Franz Gailliard
- Liévin Herremans
- Edgard Rombouts

## Ordentliche Mitglieder
- Léon Allard
- Berthe Art
- Alphonse Asselbergs (1900)
- Paul Bamps
- Léon Bartholomé (1904)
- Jules Boulvin
- Louise De Hem (1904)
- Andaluzia De Lannoy-Evans
- Willem Delsaux (1900)
- Rodolphe De Saegher
- Jules De Wette
- Arthur Douhaert
- Mathilde Dupré
- Albert Dutry-Tibbaut
- Marie Dutry-Tibbaut
- Charles Ecrevisse
- Édouard Elle
- Maurice Flachet
- Joseph François
- Franz Gailliard (1900)
- Georges L. V. Gaudy
- René Gevers (1905)
- Jules Guiette
- Hautekiet
- Armand Heins
- (Paul François) Hermanus
- Liévin Herremans
- Charles Célestin Jacquet
- Pauline Jamar
- Léo Jo (= Léontine Joris)(1904)
- Franz Kegeljan (1900)
- Vital Keuller
- Bénoni Lagye
- Armand Laureys (1904)
- Jef Leempoels
- (François) Leconte
- Albert Maus
- Georgette Meunier
- Charles Michel (1905)
- Edmond Modave
- Constant Montald (1904)
- Frans Mortelmans
- Leonie Mottart-Van Marcke
- Léon Mundeleer
- Nestor Outer
- Albert Pioch
- Privat Livemont
- Louis Reckelbus
- Maurice Romberg de Vaucorbeil
- Edgard Rombouts (1904)
- Alice Ronner (1900)
- Lambert de Rothschild (1904)
- Léon Rotthier
- Alfred Ruytinckx
- Charles Gustave Saintenoy
- Maria Salkin (1900)
- Léo Schaeken
- H(enri) Seghers
- Marguerite Stiénon
- Anne Marie Tibbaut (1900)
- Fernand Toussaint (1904)
- (Carolus) Trémerie
- Vande Wiel (1905)
- Guillaume J. Van Strydonck (1904)
- (Eugène) Verdyen
- J. Verhaeghe de Naeyer (1904)
- Isidore Verheyden
- Guillaume Verheyden
- Joseph Vindevogel
- Clara Voortman
- Victor Wagemaekers (1904)
- Charles Joseph Watelet (1904)

## Ehrenmitglieder (Auswahl)
- Émile De Mot
- Léon Lepage
- (Alfred?) Mabille